# منتخب صربيا لاتحاد الرغبي
منتخب صربيا الوطني لاتحاد الرغبي (بالصربية: Рагби 15 репрезентација Србије )‏ هو ممثل صربيا الرسمي في المنافسات الدولية في اتحاد الرغبي . تأسس في 7 أكتوبر 2006.